# Dart (Fluggesellschaft)
DART Limited Trust Distribution (auch Dart, Aerodart oder Dart Ukrainian Airlines) war eine ukrainische Fluggesellschaft mit Sitz in Kiew und Basis auf dem Flughafen Kiew-Schuljany.

## Flugziele
Dart führte hauptsächlich Charterflüge durch und verleaste ihre Flugzeuge an andere Fluggesellschaften. Als einziges Linienziel wurde Athen angeflogen.

## Flotte

### Flotte bei Betriebseinstellung
Mit Stand März 2018 waren keine Flugzeuge mehr auf Dart Airlines registriert.

### Zuvor eingesetzte Flugzeuge
In der Vergangenheit setzte die Dart auch folgende Flugzeugtypen ein:
- Airbus A319-100
- Airbus A320-200
- Airbus A321-200
- Boeing 737-300/400/500
- BAe 146
- Iljuschin Il-76
- McDonnell Douglas MD-83

## Zwischenfälle
Am 18. April 2001 verunglückte ein Transportflugzeug des Typs Iljuschin Il-76 (Kennzeichen UR-78821) beim Start am Flughafen Ostende-Brügge. Das mit Farbe und medizinischem Material beladene Flugzeug sollte nach Algier fliegen, als der Besatzung beim Start eine Feuerwarnung der Triebwerke angezeigt wurde und diese daraufhin den Start abbrach. Die Il-76 kam 40 Meter nach der Bahn mit kollabierten Bugfahrwerk zum Stillstand. Das Flugzeug musste abgeschrieben werden.